# Étanchéité (construction)
Pour les articles homonymes, voir Étanchéité.
En construction, l’étanchéité est pour une paroi, le principe constructif qui permet d'interdire le passage de l'eau sous tous ses états. L'eau généralement provoque des modifications physiques dans les matériaux incluant changements dimensionnels, corrosion, décomposition, boursouflures, efflorescences, lessivage, gel, changements esthétiques. L'étanchéité est la plupart du temps assurée par des produits de construction (comme les membranes) ou des matériaux (comme les enduits) étanches et insensibles à l'humidité. Elle est utilisée pour les toitures-terrasses, pour la construction de réservoir d'eau (citerne, château d'eau, lac de barrage, etc.), piscines ou tout autre réceptacle destiné à recueillir des fluides (fosse d'aisances, cuvelage, etc.).
Elle ne doit pas être confondue avec l'imperméabilisation, qui permet la migration de la vapeur d'eau à travers la paroi, ni avec l'étanchéité à l'eau ou l'étanchéité à l'air qui sont des concepts limités aux bâtiments.

## Ouvrages nécessitant une étanchéité

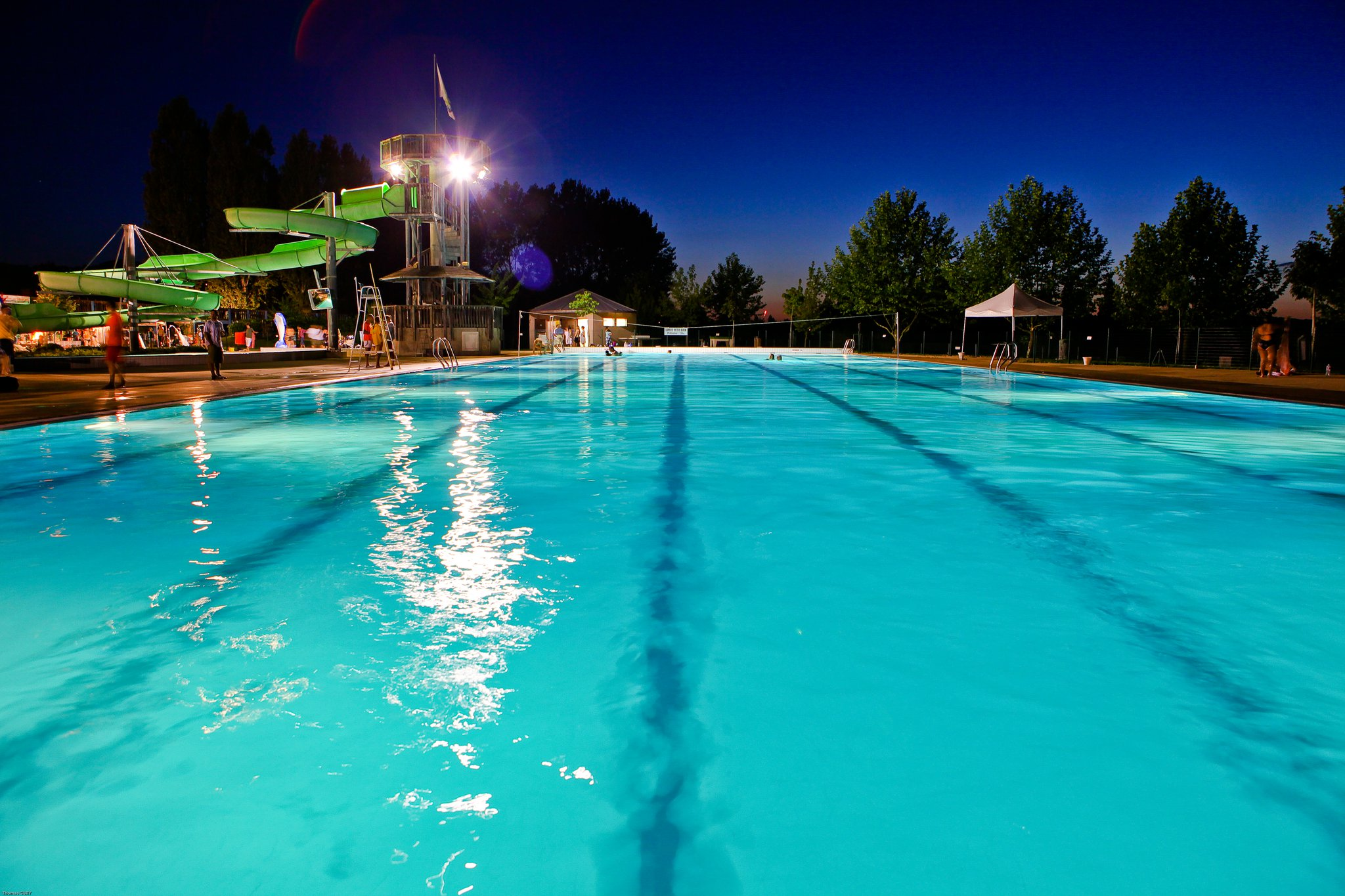
Les piscines sont des ouvrages pour lesquels la réalisation d'une étanchéité est nécessaire.

La mise en place d'une étanchéité est nécessaire pour tous les ouvrages destinés à contenir ou à transporter des liquides, et notamment de l'eau, brute, résiduaire, parfois chargée de matière dissoutes ou en suspension. Les ouvrages concernés sont le plus souvent des ouvrages de génie civil, par exemple :
- les réservoirs d'eau, comme les châteaux d'eau ;
- les stations d'épuration et les stations de traitement de l'eau ;
- les canaux et ponts-canaux ;
- les stations de pompage, de relèvement, les bâches et bassins-tampons ;
- les cheminées d'équilibre ;
- les bassins et déversoirs d'orage sur les réseaux d'assainissement ;
- les piscines.

Dans le domaine de la construction d'un bâtiment, certains éléments d'ouvrage nécessitent le traitement par une étanchéité :
- Les murs enterrés donnant sur des locaux nobles[3] ;
- Les toitures-terrasses[4] ;
- Les murs et sols des salles de bain avec douche de plain-pied[5] ;

## Stockage d'eau
Dans le cadre d'un stockage des eaux pour des ouvrages de génie civil, plusieurs techniques de construction sont possibles :
- Étanchéité dans la masse de la structure : le matériau constitutif de l'ouvrage est étanche. Il s'agit alors d'un béton compact, avec une mise en œuvre extrêmement soignée pour éviter toute fissuration (vibration du béton homogène, traitement adéquat des reprises de bétonnage ou encore maîtrise du retrait). La formulation du béton peut être adaptée, avec l'emploi d'adjuvants spécifiques[6].
- Imperméabilisation de surface : cette technique consiste à imprégner la surface du béton d'un imperméabilisant qui imprègne le matériau sur une épaisseur voulue et bouche les réseaux capillaires[6].
- Mise en place d'un revêtement étanche, à base de liant hydraulique ou de liant de synthèse. Le revêtement à base de liant hydraulique est un mortier de ciment hydrofugé dans la masse. Il peut être préparé sur le site ou préfabriqué en usine, avec une pose en couche mince ou épaisse. Le revêtement de liant de synthèse s'applique en deux couches minces ou semi-épaisses, avec ajout éventuel d'une armature. Le lient de synthèse peut être une résine époxydique, polyuréthane, vinylique ou polyester[6].
- Mise en place de revêtement à base de membranes bitumineuses : il s'agit de la même technique que celle utilisée pour les toitures-terrasses. Les feuilles préfabriquées de membranes bitumineuses sont appliquées en une ou deux couches collées ou soudées[6].
- Mise en place de revêtement à base de membranes de copolymères : il s'agit de membranes préfabriquées en PVC plastifié, PVC-EVA, EPDM, PEhd, CSPE ou néoprène. L'assemblage de ces membranes se fait sur site. Elles ne sont pas collées sur le support, mais accrochées en tête de la structure. Pour cette raison, cette technique est intéressante pour l'étanchéité des supports fissurés[6].

## Murs enterrés

### Niveau de protection des murs

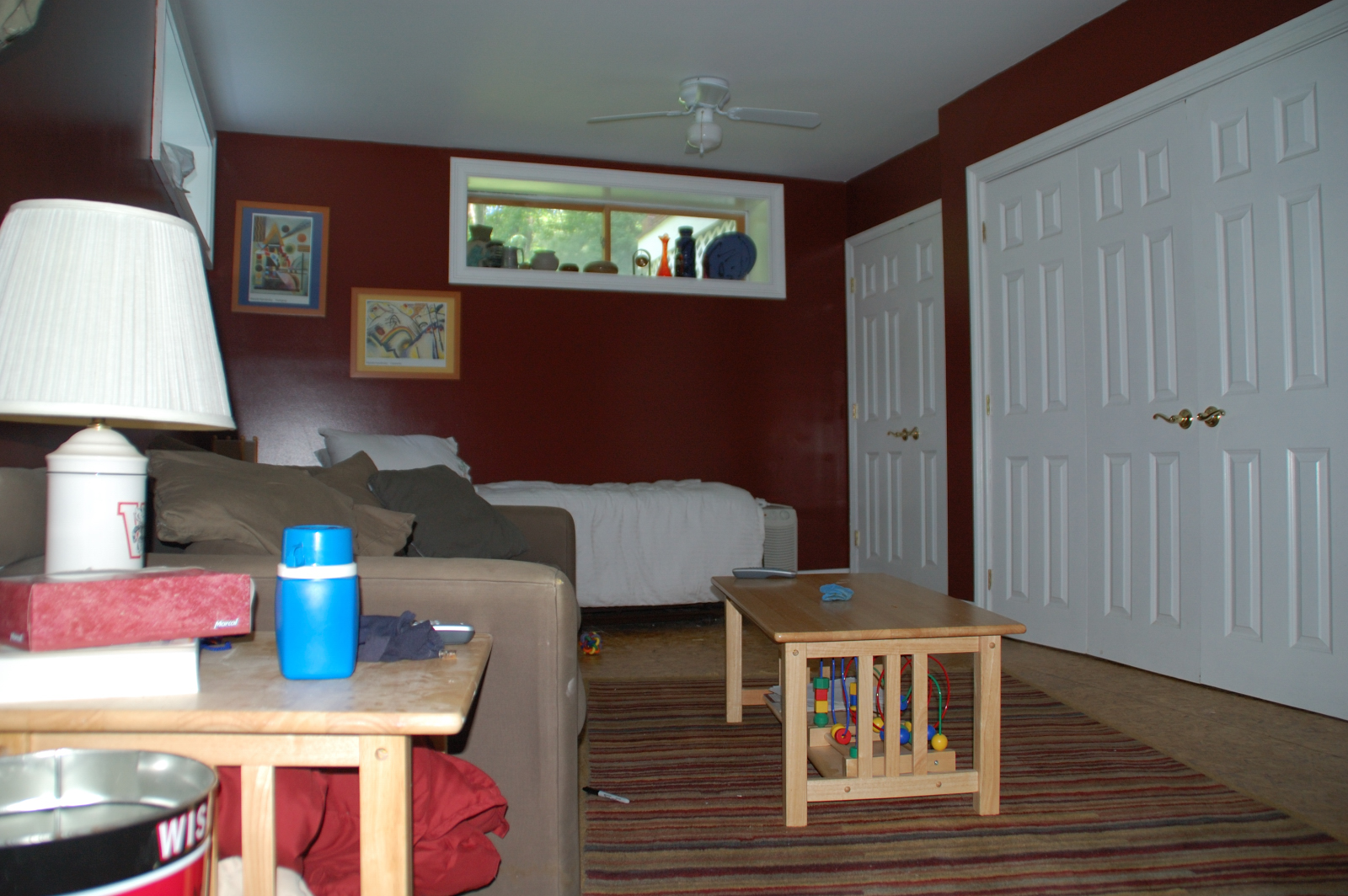
Les murs d'une pièce habitable réalisée dans un garage, comme cette chambre aux États-Unis, doivent être protégé par une étanchéité.

Lorsqu'un mur est enterré sur une face, par exemple dans le cas d'un sous-sol ou d'un parking souterrain, le mur doit être protégé afin d'éviter l'infiltration d'eau depuis l'extérieur (remontées capillaires, eaux de pluie qui s'infiltrent dans le sol, fuite de canalisation extérieure ou encore venues d'eau depuis la parcelle voisine). Cette protection est fonction du degré de sollicitation à l'eau du mur et du besoin de protection à l'eau de la pièce.
En France, le degré de protection à l'eau d'un mur est défini dans le DTU 20.1. Lorsque aucune trace d'humidité est acceptable sur le mur, par exemple dans le cas d'une pièce habitable, la mise en place d'une étanchéité est obligatoire. Si le propriétaire accepte la présence d'humidité ou de petites infiltrations d'eau, une simple imperméabilisation est suffisante.

### Techniques d’étanchéité

#### AuXIXesiècle
Au XIXe siècle, un drain était réalisé en pied de maçonnerie. Une tranchée était réalisée pour séparer les terres humides du mur en ayant soin de la creuser aussi bas que la retraite des fondations. On maçonnait au fond de cette tranchée une rigole en pierres ou en briques, à laquelle on donnait une pente d'un pour cent au moins et la forme d'une petite voûte renversée. Au-dessus de la rigole, on construisait une voûte en pierres sèches, et au-dessus de cette voûte on remplissait la tranchée avec de la blocaille jetée pèle-mêle et sans mortier. L'eau des terres suintait alors à travers cette blocaille, se rassemblait dans la rigole et s'écoulait au dehors par une issue qu'on avait pris soin de ménager. Il suffisait de donner à la tranchée 40 cm à 50 cm de largeur au fond. On tenait ses parois aussi raides que possible par des étrésillons qu'on enlevait au fur et à mesure qu'on la remplissait de blocaille. S'il n'en existait pas un crépi était soigneusement réalisé en mortier hydraulique.

#### AuXXIesiècle
Les murs reçoivent sur leur face en contact avec la terre, un enduit de dressement, sur lequel est mis en œuvre un revêtement d'étanchéité. 
Ce revêtement d'étanchéité est soit une membrane bitumineuse traitée anti-racine, soit un système bicouche à base de bitume modifié traité anti-racine (feuilles utilisées pour les toitures-terrasses jardins), soit une feuille ou complexe élasto-plastique. Une fois le revêtement d'étanchéité posé, ceux-ci doivent être protégés par une nappe à excroissances ou un mur en éléments creux ou un géotextiles, conformément aux prescriptions du fabricant. Cette protection fait office de drainage vertical, elle doit être reliée au drainage horizontal.

## Étanchéité des toitures-terrasses

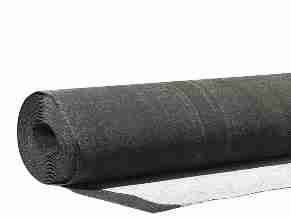
Rouleau de feuille à base de bitume modifié utilisé comme revêtement d'étanchéité des toitures-terrasse.

Les toitures-terrasses reçoivent un complexe d'étanchéité pour permettre l'évacuation gravitaire de l'eau vers les évacuations d'eaux pluviales (EEP) sans risques d'infiltrations sur la surface. Une toiture-terrasse est constituée d'un élément porteur, d'un support d'étanchéité, d'un revêtement d'étanchéité et d'une protection d'étanchéité. L'élément porteur peut-être du béton armé coulé en place, des éléments préfabriqués en béton armé, des éléments préfabriqués en béton cellulaire, du bois massif ou des panneaux à base de bois ou enfin des tôles d'acier nervurées (TAN). Le support d'étanchéité peut être l'élément porteur (sauf une TAN) ou un panneau isolant. Si un panneau isolant est mis en œuvre, la mise en place d'un pare-vapeur est nécessaire (uniquement sur des supports poreux/perforés) pour éviter la migration de la vapeur d'eau à travers la toiture.
Un revêtement d'étanchéité est posé sur le support d'étanchéité. Ce produit de construction peut être une feuille à base de bitume modifié (élastomère SBS, élastomérique SBS ou plastomère APP) ou des membranes synthétiques thermoplastiques ou vulcanisées. Selon le type de produit, il peut être monocouche ou bicouche. Les feuilles ou les membranes sont soudées entre elles.
Enfin, une protection d'étanchéité est mise en place. Cette protection peut être une autoprotection par paillette d'ardoise ou feuille d'aluminium pour les feuilles à base de bitume modifié, une protection meuble composée de granulats courants ou une protection lourde. La protection lourde est très variée, selon la destination de la toiture : chape en mortier ou en béton, dalles sur plots, couches successives de matériaux drainants et de terre pour une terrasse jardin, etc.

## Étanchéité des douches de plain-pied

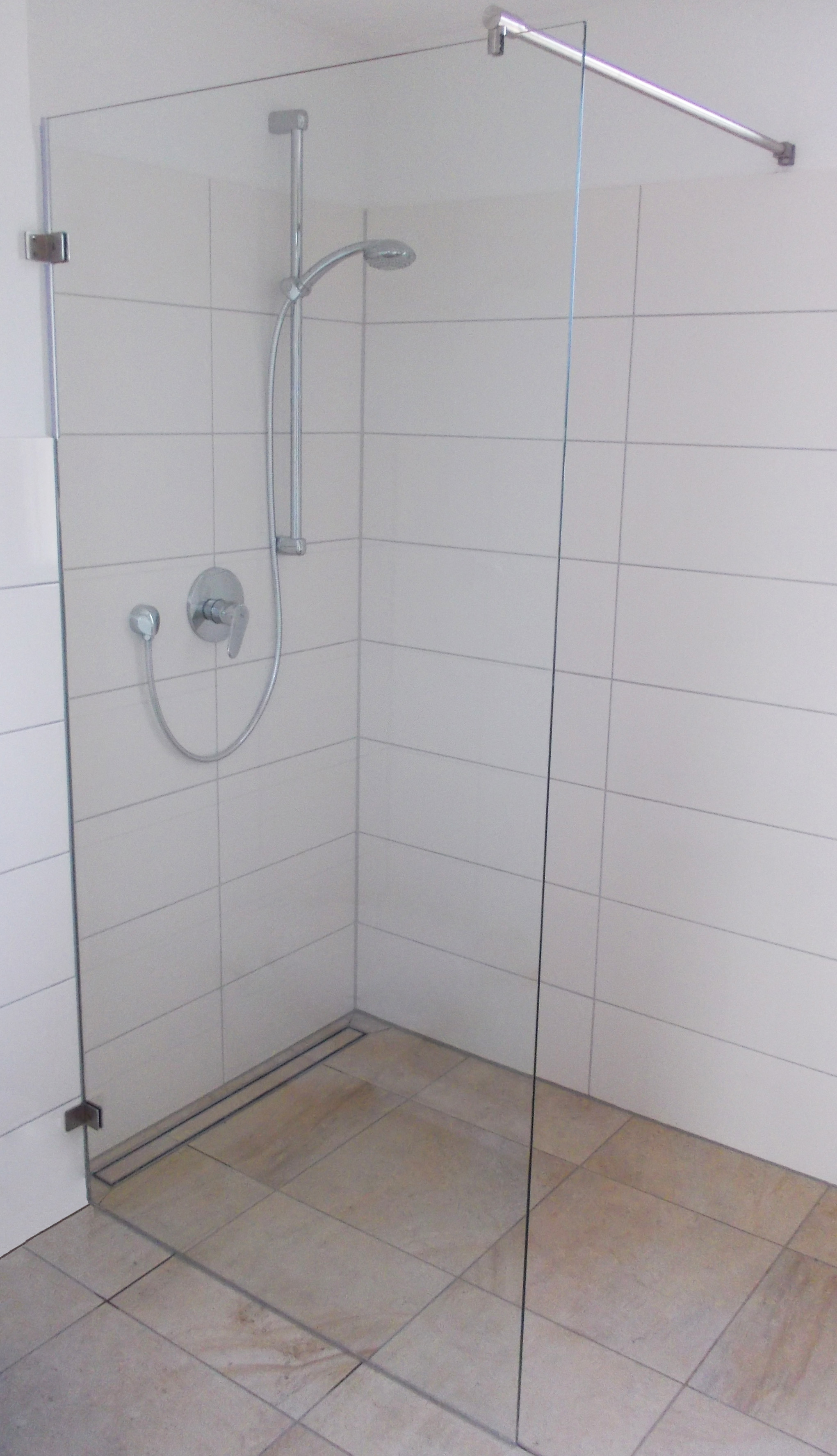
Le plancher de la douche à l'italienne doit être étanché pour éviter les infiltrations d'eau.

Une douche de plain-pied est un élément d'ouvrage très sensible à l'eau du fait de l'absence de receveur de douche ou de baignoire. Il est nécessaire de mettre en place une étanchéité sur le plancher afin d'éviter les infiltrations d'eau à travers le plancher ou entre le plancher et les murs ou cloisons. La surface de plancher à étancher est fonction de la contention des projections d'eau : en l'absence de rideaux de douche ou de paroi de douche, toute la pièce doit être étanchée tandis que la surface peut-être réduite à un mètre autour de la douche en présence de ces éléments.
En France, le DTU 52.2, comprenant les règles de mise en œuvre des carrelages, précise qu'un carrelage ne permet pas d'assurer l'étanchéité. Dans le bâtiment, deux techniques de construction sont utilisées pour étancher les planchers des douches de plain-pied : le système d’étanchéité liquide (SEL), qui se compose de produits liquides ou pâteux qui en séchant ou par polymérisation deviennent un revêtement d’étanchéité (appelé aussi système de protection à l'eau sous carrelage ou SPEC), et le système d’étanchéité de planchers intermédiaires (SÉPI), des nattes préfabriquées en matériau de synthèse.